# En todos los sentidos
In ogni senso, conocido en su versión española como En todos los sentidos es el nombre del quinto álbum de estudio grabado por el cantautor italiano de géneros pop/rock Eros Ramazzotti, Este álbum fue producido por Piero Cassano y lanzado al mercado bajo el sello discográfico BMG el 24 de julio de 1990. El coro de varios temas se grabó en la ciudad de Londres con renovados cantantes de sesión que incluyeron a Jimmy Helms, Katie Kissoon, Carol Kenyon y Tessa Niles. Alex Henderson del sitio Allmusic le dio tres estrellas de cinco.

## Lista de canciones enitaliano
(Todos compuestos por Pierangelo Cassano, Adelio Cogliati y Eros Ramazzotti)
1. «Se bastasse una canzone» - 5:06
2. «C'è una strada in cielo» - 4:21
3. «Amore contro» - 4:24
4. «Dammi la luna» - 3:49
5. «Taxi Story» - 3:59
6. «Dolce Barbara» - 4:05
7. «Amarti è l'immenso per me» - 4:22 (a dúo con Antonella Bucci)
8. «Canzoni lontane» - 4:49
9. «Cara prof» - 3:58
10. «Cantico» - 5:44
11. «Oggi che giorno è» - 4:33
12. «Andare...in ogni senso» - 2:20 (a dúo con Piero Cassano)

- Fuente:[2][1]

## Lista de canciones en español
1. Si bastasen un par de canciones (Se bastasse una canzone) - 5:06
2. Una calle al cielo (C'è una strada in cielo) - 4:21
3. Amor en contra (Amores contro) - 4:24
4. Toma la luna (Dammi la luna) - 3:49
5. Taxi Story (Taxi Story) - 3:59
6. Un atardecer violento (Dolce Barbara) - 4:05
7. Amarte es total (Amarti è l'immenso por me) - 4:22
8. Canciones lejanas (Canzoni lontane) - 4:49
9. Querida profe (Cara prof) - 3:58
10. Cántico (Cantico) - 5:44
11. Dime qué día es (Oggi che giorno è) - 4:37
12. Soñar es gratis (Andare... in ogni senso) - 2:22

## Créditos
- Maurizio Bassi - arreglo, dirección, teclado, programación
- Felicia Bongiovanni - voz
- Fernando Brusco - trompeta
- Antonella Bucci - artista principal, voz
- Candelo Cabezas - percusión, diseño de sonido,
- Massimo Carpani - diseño de sonido
- Raffaella Casalini - voz
- Piero Cassano - producción, voz
- Maurizio Cei - voz
- Renzo Chiesa - fotografía
- Eros Ramazzotti - voz, composición, guitarra, guitarra eléctrica
- Uli Rudolph - diseño de sonido
- David Srb - voz

Fuente: